# Vârful Judele
Vârful Judele (węg. Zsudele-csúcs) – szczyt w masywie Retezat, w Karpatach Południowych. Leży w centralnej Rumunii.